# Markus Schnyder
Pour les articles homonymes, voir Schnyder.
Markus Schnyder, né le 4 décembre 1988, est une personnalité politique suisse, membre de l'Union démocratique du centre (UDC). 
Il est élu député du canton de Glaris au Conseil national en octobre 2023. 

## Biographie
Markus Schnyder naît en 1988 dans une famille paysanne de Netstal. Son père était élu UDC au niveau communal.
Il a une formation de polymécanicien et exerce la profession d'expert en évaluation immobilière.
Il a le grade de capitaine dans les Forces aériennes et pratique la chasse.
Il est en couple et père d'un enfant.

## Parcours politique
Markus Schnyder siège au Conseil communal (exécutif) de Glaris depuis 2014, où il dirige le département des finances. À la suite de son élection au Conseil national, il annonce sa démission pour la fin mai 2024.
Il est élu au Landrat du canton de Glaris en 2018.
Il est élu député du canton de Glaris au Conseil national en octobre 2023, s'imposant clairement face à ses concurrentes du Centre et du Parti socialiste pour la reprise du siège de Martin Landolt (Centre), qui ne se représentait pas. Il rejoint la Commission des transports et des télécommunications (CTT).